# Oualid Agougil
Oualid Agougil, né le 7 août 2005, est un footballeur néerlandais qui évolue au poste de défenseur central au Jong Ajax.

## Biographie

### Carrière en club
Passé notamment par le centre de formation du NAC Breda, Agougil rejoint celui de l'Ajax Amsterdam en 2019,. Il signe son premier contrat professionnel avec le club ajacide en mars 2021,. 
Lors de la saison 2021-22, il intègre l'effectif des moins de 19 ans, notamment en UEFA Youth League. 

### Carrière en sélection
Également sélectionnable avec le Maroc, Oualid Agougil est international néerlandais en équipes de jeunes. En avril 2022, il est sélectionné avec l'équipe de Pays-Bas des moins de 17 ans pour l'Euro 2022. Il est remplaçant sur la plupart des matchs, alors que les Pays-Bas se qualifient pour la finale du tournoi, après avoir battu l'Italie 2-1 en quart, puis avec une victoire aux tirs au but face à la Serbie en demi-finale, sur un score de 2-2 à la fin du temps réglementaire.

## Palmarès
Pays-Bas -17 ans
- Championnat d'Europe -17 ans :
  - Finaliste : 2022.